# Given to Fly (Ola Svensson)
Given to Fly è l'album di debutto del cantante svedese Ola Svensson.
È stato pubblicato in Svezia nel giugno 2006 e si è classificato in prima posizione della classifica degli album svedesi.

## Tracce
| #   | Titolo               | Testi e musica                                                     | Durata |
| --- | -------------------- | ------------------------------------------------------------------ | ------ |
| 1.  | "Rain"               | Andreas Romdhane, Josef Larossi, Savan                             | 3:47   |
| 2.  | "Cops Come Knocking" | Jonas Saeed, Pia Sjöberg, Red One                                  | 3:43   |
| 3.  | "How We Do It"       | Mustaq, Thomas Jules, Jason Gill                                   | 3:54   |
| 4.  | "Given to Fly"       | Jason Gill, Fi Lindfors, Dimitri Stassos, Ola Svensson             | 4:01   |
| 5.  | "Till the End"       | Jason Gill, Fi Lindfors, Rickard Andersson                         | 3:22   |
| 6.  | "Everyting I am"     | Jonas Saeed, Johan Lindman                                         | 4:12   |
| 7.  | "Invincible"         | Kurt49, Joakim Övrenius, Thomas Karlsson                           | 3:31   |
| 8.  | "My Home"            | Jason Gill, ST Lindfors, Jason Gill, Dimitri Stassos, Ola Svensson | 3:24   |
| 9.  | "I Could Be Him"     | Jonas Saeed, Vincent                                               | 3:32   |
| 10. | "Time to Let You Go" | Fredrik Boström, Lina Eriksson                                     | 3:44   |
| 11. | "Brothers"           | Jonas Saeed, Jonas Saeed, Pia Sjöberg                              | 3:48   |
| 12. | "Go Go Sweden"       | Jonas Saeed, Pia Sjöberg, Red One                                  | 3:32   |

## Posizione in classifica
| Classifica (2006)              | Posizione in classifica | Settimane TOT | Certificazioni |
| Classifica (2006)              | Posizione in classifica | Settimane TOT | Svezia         |
| ------------------------------ | ----------------------- | ------------- | -------------- |
| Classifica dei singoli svedesi | #1 (1 settimana)        | 10            | -              |